# Berezan
Pour l’article homonyme, voir Île de Berezan.
Berezan (en ukrainien et en russe : Березань) est une ville de l'oblast de Kiev, en Ukraine. Sa population s'élevait à 16 202 habitants en 2021.

## Géographie
Berezan est située à 69 km à l'est-sud-est de Kiev. Elle a une gare de Berezan sur la ligne Kiev-Poltava.

## Histoire
La première mention de Berezan remonte au XVIIe siècle. Elle a le statut de ville depuis 1981.

## Population
Recensements ou estimations de la population :
| 1939  | 1959*  | 1970*  | 1979*  | 1989*  | 2001*  |
| ----- | ------ | ------ | ------ | ------ | ------ |
| 7 600 | 12 050 | 11 934 | 12 584 | 14 885 | 17 367 |

| 2010   | 2011   | 2012   | 2013   | 2014   | 2015   |
| ------ | ------ | ------ | ------ | ------ | ------ |
| 16 611 | 16 559 | 16 527 | 16 543 | 16 570 | 16 606 |

| 2016   | 2017   | 2018   | 2019   | 2020   | 2021   |
| ------ | ------ | ------ | ------ | ------ | ------ |
| 16 550 | 16 452 | 16 585 | 16 506 | 16 383 | 16 202 |